# Stilleven met globe, luit en boeken
Stilleven met globe, luit en boeken is een stilleven van de Hollandse kunstschilder Gerrit Dou, gemaakt rond 1635. Het bevindt zich in de privécollectie van de heer en mevrouw Michal Hornstein te Montréal.

## Context
Boeken, muziekinstrumenten en een globes zijn voorwerpen die in de zeventiende eeuw vooral geassocieerd werden met het inventaris van schrijvers, kunstschilders, wetenschappers en filosofen. Hoewel het in wezen praktische objecten zijn, golden ze in die tijd vooral als verzamelobjecten en pronkstukken. Soms stonden ze symbool voor ijdelheid en vergankelijkheid, maar ze golden toch vooral als teken van geleerdheid en intelligentie. Het gebruik van deze voorwerpen in een schilderstuk suggereert dan ook een verband tussen eruditie en visuele kunsten. Schilders rekenden zich toentertijd graag tot de intellectuele bovenlaag van de samenleving.
Het gebruik van boeken, muziekinstrumenten en globes in schilderstukken kwam in de zeventiende eeuw in vrijwel alle westerse landen voor, maar nergens zo frequent als in de Republiek der Zeven Verenigde Nederlanden. Met name de Leidse fijnschilders, waartoe ook Dou behoorde, beeldden deze objecten regelmatig af in hun werk. Ze zijn bijvoorbeeld te zien in stillevens van Jan Lievens, Evert Collier en Jan Davidsz. de Heem, maar ook Johannes Vermeer gebruikte ze. Ook de voorwerpen die Dou in het hier besproken stilleven afbeeldde, zijn te zien in diverse andere werken van zijn hand, waaronder enkele zelfportretten. Kennelijk behoorden ze tot het vaste inventaris van zijn atelier.

## Afbeelding

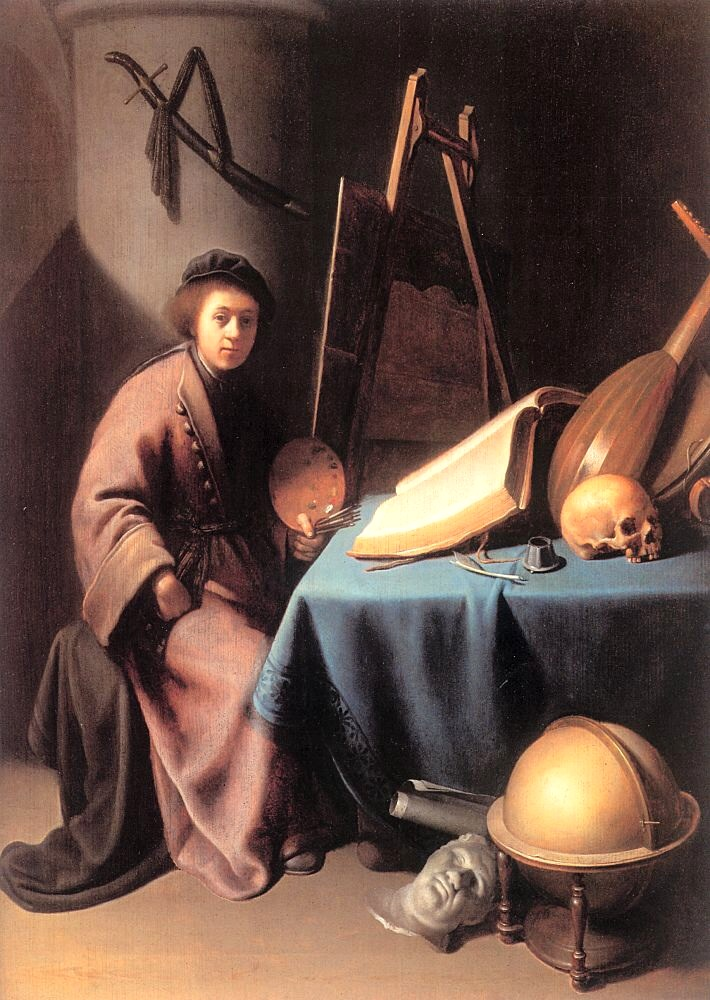
Zelfportret van Dou uit 1632, met dezelfde objecten.

Dou schilderde zijn objecten in Stilleven met globe, luit en boeken met een buitengewone concentratie en precisie, gebruikmakend van uiterst fijne penselen, soms met maar enkele haren. De belijningen van de voorwerpen en hun onderdelen, zoals de afzonderlijke klankkastplaten van de luit, de gekrulde bladen van het achterste boek en de bewerkingen op de globestandaard, zijn uitermate scherp weergegeven, als waren ze geëtst. Van het voorste boek is de binding iets losgeraakt en zijn stiksels en draden duidelijk zichtbaar. De gladde globe en de geschellakte luit blinken als geboend in het spotlicht, hetgeen onmiskenbaar Dous van Rembrandt geleerde techniek van het clair-obscur weerspiegelt. Overal zien we een afgewogen compositorisch spel tussen schaduw en licht. Het kleurgebruik is sober en beperkt.
Dou creëerde een bijzonder effect door zijn scherp afgetekende objecten als het ware te isoleren tegen een donkere, volledig egale, donkere achtergrond, die naar voren toeloopt naar een iets lichter deel. Niet eens is te zien of de voorwerpen op een tafel, een schelf of op de grond staan. Het verleent de afzonderlijke voorwerpen een zekere monumentaliteit en zorgt voor een soort van eenzame verstilling, die past bij eruditie die Dou waarschijnlijk heeft willen doen uitstralen.
Waar het schilderij gehangen heeft is niet bekend. In 1977 dook het voor het eerst op, nog in uitstekende staat verkerend, tijdens een veiling bij Phillips te Londen, waar het verworven werd door de Spielmangalerie en later door het kunstverzamelaarsechtpaar Michal Hornstein uit Montréal.

## Tentoonstellingen
In 1992 werd het geëxposeerd in Tokio en in 1999 trok het sterk de aandacht tijdens de expositie Het Nederlandse stilleven 1550-1720 in het Rijksmuseum Amsterdam. In hetzelfde jaar werd het ook tentoongesteld in Cleveland en een jaar later in Londen, Den Haag en Washington DC.

## Galerij

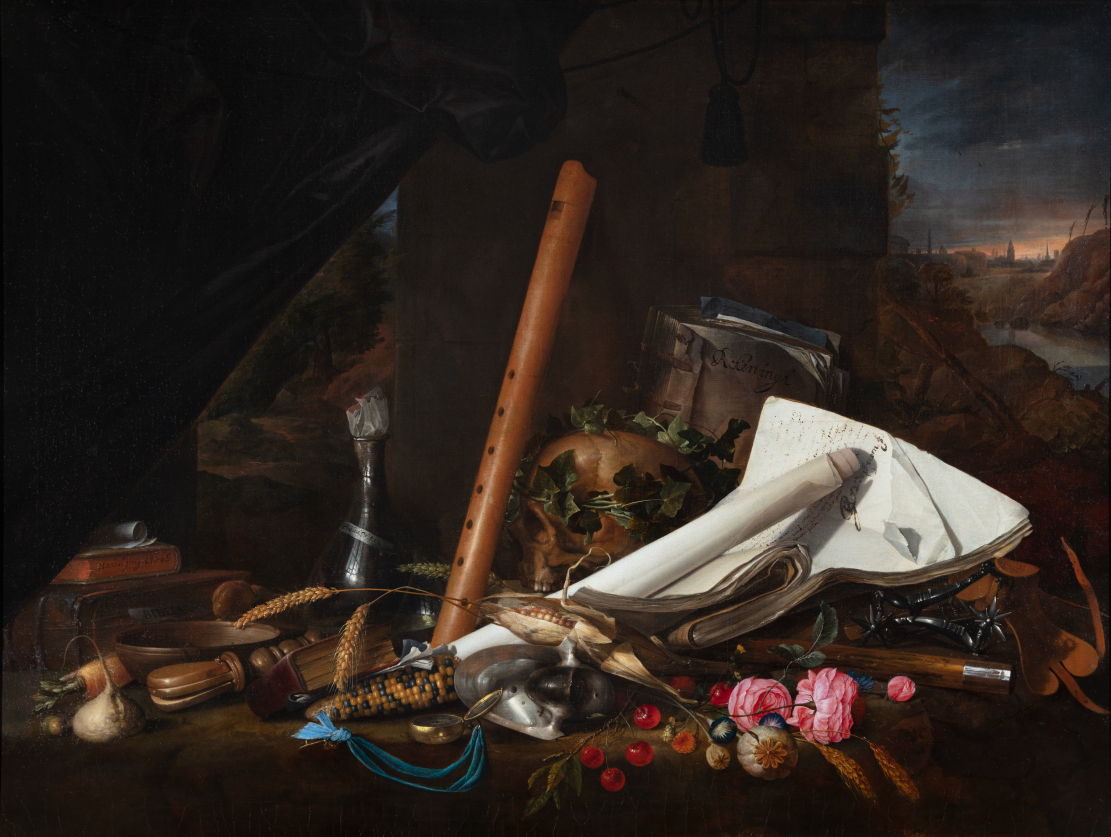
Stilleven door Jan Davidsz. de Heem
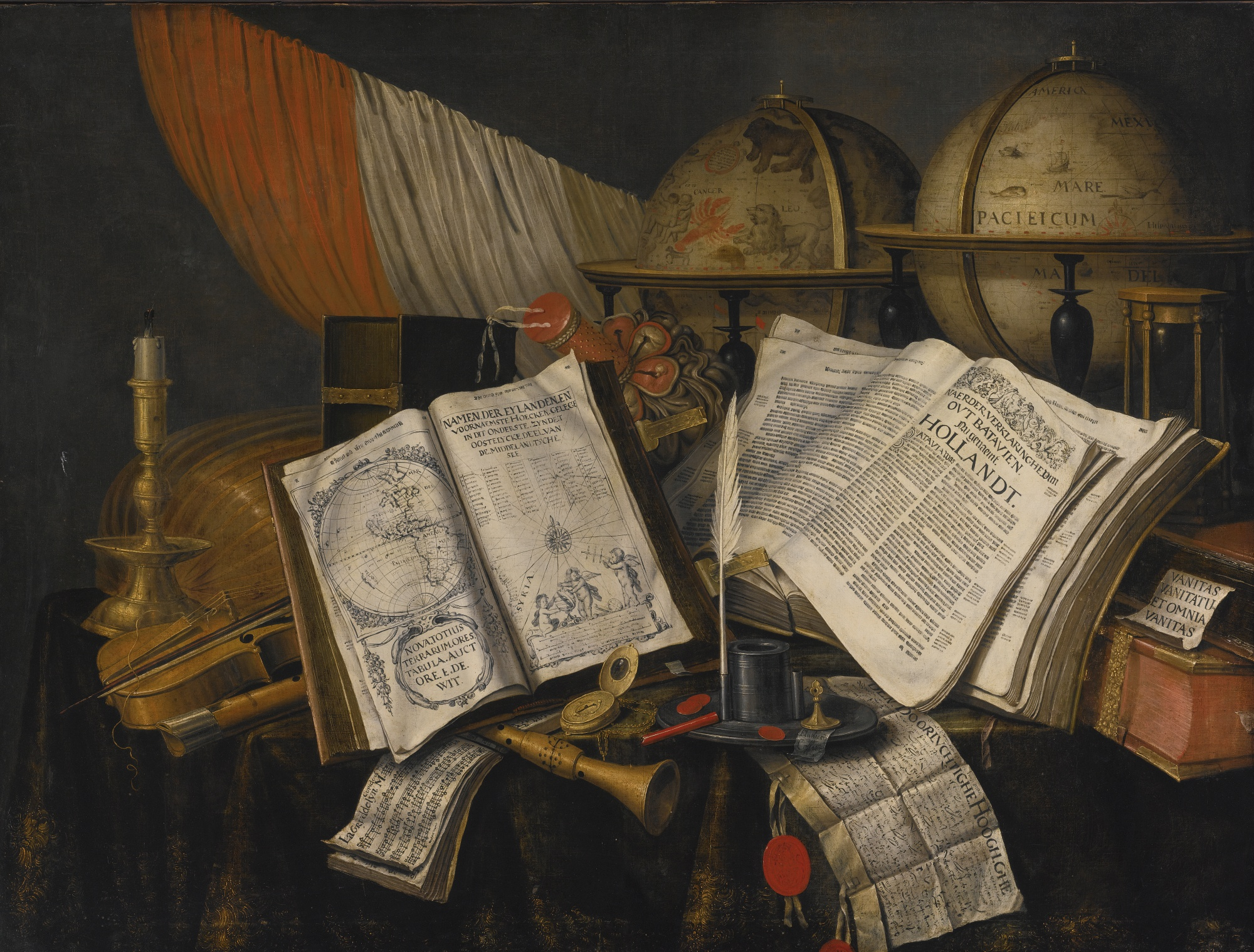
Stilleven door Evert Collier
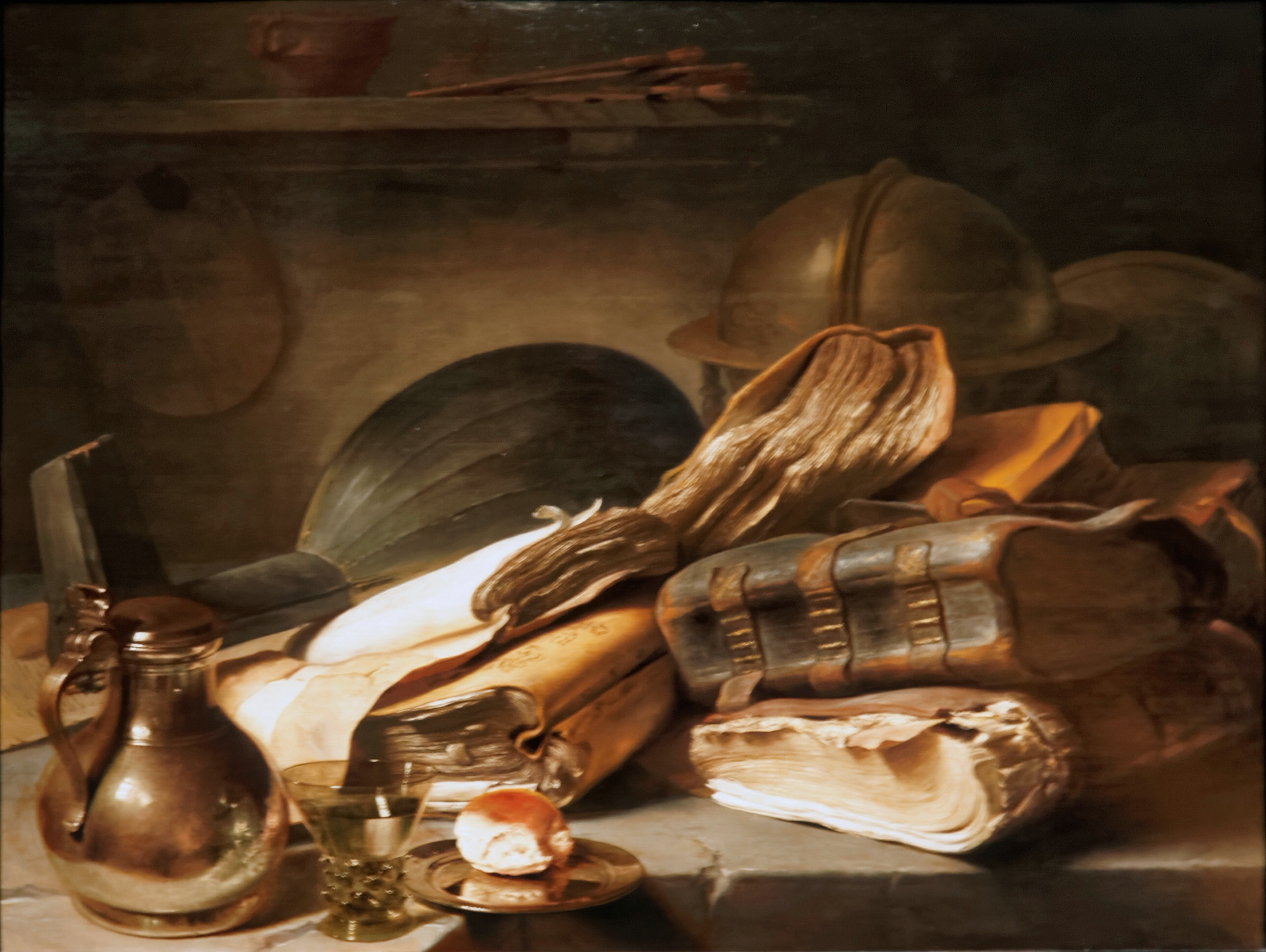
Stilleven door Jan Lievens